# Patrick Molis
Patrick Molis, né le 9 février 1958 à Paris est un homme d'affaires et magistrat de nationalité française. Il est le président-directeur général de la Compagnie nationale de navigation, une société de transports maritimes et logistiques fondée en 1879. Il est également conseiller référendaire à la Cour des comptes.
En 2025, le magazine Challenges estime sa fortune à 340 millions d’euros.
Depuis 2025 il détient 9,37% du capital de Rubis.

## Biographie
Patrick Molis est un ancien élève de l'École nationale d'administration entre 1981 et 1983 (promotion Solidarité). Ses camarades de promotion sont Walter Butler, Pierre-André de Chalendar et Catherine Colonna. Il est également diplômé de l'ESSEC Business School et de Sciences-Po.  
Dans les années 1990 il est directeur financier de la Compagnie nationale de navigation puis est nommé président-directeur général en 1998 de celle-ci. Sous sa direction, elle a transporté des éléments de la fusée Ariane en Guyane et réalisé des opérations logistiques en Afrique pour la Direction générale de l’Armement. Elle affrétait également des hélicoptères et construisait des bateaux militaires, incluant des navires espions équipés de systèmes d’écoute pour la Direction du renseignement militaire.
En septembre 2019, il est aperçu à proximité de Marion Maréchal à l'occasion de la convention de la droite, un évènement coorganisé par le mensuel L'Incorrect cherchant à pousser une union entre Les Républicains et le Rassemblement national.
En 2019, Patrick Molis alors PDG d'Heli-Union, une filiale de la Compagnie nationale de navigation, remporte un contrat d'opérateur pour l'entretien et la maintenance d'une flotte d'hélicoptères Cougar, Caracal et EC225 des armées de terre et de l'air à 350 millions d'euros. Le président Emmanuel Macron visite en janvier 2020 les installations de la société à Pau. En 2022, selon le Canard enchaîné il revend la société au groupe français Sabena Technics dans lequel il a réinvesti à titre personnel. 
En 2023 et 2024, il achète 5.19% de la société sous commandite Rubis, société où sont également présentes au capital les familles Dassault et Bolloré. Il demande lors de l'assemblée générale de la société en 2024 d'occuper quatre sièges sur dix du conseil de surveillance, proposition qui est refusée par la société.

### Controverses
Selon l'hebdomadaire Le Canard enchaîné, Patrick Molis a empoché 350 millions d'euros en 2019 via sa société Héli-Union pour un marché remporté sans appel d'offres. En 2019, l'État français a lancé un marché à 2 milliards d'euros pour la maintenance d'une flotte d'hélicoptères, l'essentiel ayant été emporté par Airbus, à l'exception d'une faible partie remportée par la société de Patrick Molis qui pour des « raisons techniques » selon le ministère des Armées l'attribution n'a pas été mise en concurrence. Le Canard enchaîné précise que fin 2020 la société Héli-Union a recruté Michel Grintchenko, un commandant de l'aviation de l'Armée de terre entre 2016 et 2019 puis conseiller du Gouvernement pour la défense jusqu’en octobre 2020 au même moment que la passation du contrat,. 
En 2018, le tribunal de grande instance de Paris condamne la société de Patrick Molis pour « fourniture illégale de main-d'œuvre travail dissimulé », des pilotes étaient employés par une filiale basée à Jersey, un paradis fiscal. 

### Vie privée
Il est officier de l'ordre national du Mérite et chevalier de la Légion d'honneur. 